# Solniki Wielkie
Solniki Wielkie (do 1946 niem. Groß Zöllnig) – wieś w Polsce położona w województwie dolnośląskim, w powiecie oleśnickim, w gminie Bierutów.

## Podział administracyjny
W latach 1945–1954 siedziba gminy Solniki Wielkie. W latach 1975–1998 miejscowość administracyjnie należała do województwa wrocławskiego.

## Położenie
Przez wieś przebiega droga wojewódzka nr 451 oraz linia kolejowa 143 Kalety - Wrocław Mikołajów

## Nazwa
W księdze łacińskiej Liber fundationis episcopatus Vratislaviensis (pol. Księga uposażeń biskupstwa wrocławskiego) spisanej za czasów biskupa Henryka z Wierzbna w latach 1295–1305 miejscowość wymieniona jest w zlatynizownej formie Czolnik maiori oraz Czolnik minori.

## Zabytki
Do wojewódzkiego rejestru zabytków wpisany jest:
- kościół parafialny pw. św. Michała Archanioła, z XV w., 1888 r.